# Lachnellula pseudotsugae
Lachnellula pseudotsugae är en svampart som först beskrevs av G.G. Hahn, och fick sitt nu gällande namn av Dennis 1962. Lachnellula pseudotsugae ingår i släktet Lachnellula och familjen Hyaloscyphaceae.   Inga underarter finns listade i Catalogue of Life.